# Roning under sommer-OL 2008 - Letvægtsdobbeltsculler kvinder
Konkurrencen i letvægtsdobbeltsculler for kvinder var en af disciplinerne ved roning under Sommer-OL 2008 og blev afholdt fra 9. til 17. august på Shunyi olympiske ro- og kajakstadion.
| Dato                     | Tid         | Tid         | Runde            | Noter                                                                              |
| Dato                     | Lokal       | Dansk       | Runde            | Noter                                                                              |
| ------------------------ | ----------- | ----------- | ---------------- | ---------------------------------------------------------------------------------- |
| Søndag, 10. august 2008  | 14:50-15:20 | 08:50-08:20 | Indledende heats |                                                                                    |
| Tirsdag, 12. august 2008 | 16:00-16:20 | 10:00-10:20 | Opsamlingsheats  |                                                                                    |
| Torsdag, 14. august 2008 | 15:30-15:50 | 09:30-09:50 | Semifinaler A/B  | Alle løb blev udsat til samme tidspunkt fredag d. 15. august grundet dårligt vejr. |
| Lørdag, 16. august 2008  | 14:10-14:20 | 08:10-08:20 | Finale C         |                                                                                    |
| Lørdag, 16. august 2008  | 14:30-14:40 | 08:30-08:40 | Finale B         |                                                                                    |
| Søndag, 17. august 2008  | 15:30-15:40 | 09:30-09:40 | Finale A         |                                                                                    |

## Slutresultat
| Guld   | Kirsten van der Kolk og Marit van Eupen Holland (NED) |
| Sølv   | Sanna Sten og Minna Nieminen Finland (FIN)            |
| Bronze | Melanie Kok og Tracy Cameron Canada (CAN)             |

## Indledende heats
Kvalifikationsregler:
- 1-2 går videre til semifinaler A/B (SA/B)
- 3+ går videre til opsamlingsheat (O)

### 1. heat
| Plac. | Roere                                  | Land       | Tid     | Noter |
| ----- | -------------------------------------- | ---------- | ------- | ----- |
| 1     | Kirsten van der Kolk, Marit van Eupen  | Holland    | 6:50.90 | SA/B1 |
| 2     | Amber Halliday, Marguerite Houston     | Australien | 6:53.23 | SA/B2 |
| 3     | Renee Hykel, Jennifer Goldsack         | USA        | 6:53.32 | O1    |
| 4     | Gabriela Huerta, Lila Perez Rul        | Mexico     | 7:11.71 | O2    |
| 5     | Camila Carvalho, Luciana Granato       | Brasilien  | 7:25.90 | O2    |
| 6     | Natalya Voronova, Alexandra Opachanova | Kasakhstan | 7:29.07 | O1    |

### 2. heat
| Plac. | Roere                              | Land           | Tid     | Noter |
| ----- | ---------------------------------- | -------------- | ------- | ----- |
| 1     | Berit Carow, Marie-Louise Draeger  | Tyskland       | 6:51.96 | SA/B1 |
| 2     | Melanie Kok, Tracy Cameron         | Canada         | 6:54.07 | SA/B2 |
| 3     | Hester Goodsell, Helen Casey       | Storbritannien | 6:55.23 | O2    |
| 4     | Sanna Sten, Minna Nieminen         | Finland        | 6:56.61 | O1    |
| 5     | Chrysi Biskitzi, Alexandra Tsiavou | Grækenland     | 7:05.95 | O2    |
| 6     | Alex White, Kirsten McCann         | Sydafrika      | 7:20.51 | O1    |

### 3. heat
| Plac. | Roere                            | Land     | Tid     | Noter |
| ----- | -------------------------------- | -------- | ------- | ----- |
| 1     | Xu Dongxiang, Chen Haixia        | Kina     | 6:57.58 | SA/B2 |
| 2     | Katrin Olsen, Juliane Rasmussen  | Danmark  | 6:58.63 | SA/B1 |
| 3     | Misaki Kumakura, Akiko Iwamoto   | Japan    | 7:05.67 | O1    |
| 4     | Yaima Velazquez, Ismaray Marrero | Cuba     | 7:13.35 | O2    |
| 5     | Ko Young-Eun, Ji Yoo-Jin         | Sydkorea | 7:39.70 | O1    |

## Opsamlingsheats
Kvalifikationsregler:
- 1-3 går videre til semifinaler A/B (SA/B)
- 4+ går videre til finale C (FC)

### 1. opsamlingsheat
| Plac. | Roere                                  | Land       | Tid     | Noter |
| ----- | -------------------------------------- | ---------- | ------- | ----- |
| 1     | Renee Hykel, Jennifer Goldsack         | USA        | 7:22.22 | SA/B2 |
| 2     | Sanna Sten, Minna Nieminen             | Finland    | 7:23.80 | SA/B1 |
| 3     | Misaki Kumakura, Akiko Iwamoto         | Japan      | 7:30.92 | SA/B2 |
| 4     | Alex White, Kirsten McCann             | Sydafrika  | 7:48.04 | FC    |
| 5     | Natalya Voronova, Alexandra Opachanova | Kasakhstan | 7:54.12 | FC    |
| 6     | Ko Young-Eun, Ji Yoo-Jin               | Sydkorea   | 8:03.51 | FC    |

### 2. opsamlingsheat
| Plac. | Roere                              | Land           | Tid     | Noter |
| ----- | ---------------------------------- | -------------- | ------- | ----- |
| 1     | Hester Goodsell, Helen Casey       | Storbritannien | 7:24.27 | SA/B1 |
| 2     | Chrysi Biskitzi, Alexandra Tsiavou | Grækenland     | 7:24.55 | SA/B2 |
| 3     | Yaima Velazquez, Ismaray Marrero   | Cuba           | 7:32.14 | SA/B1 |
| 4     | Gabriela Huerta, Lila Perez Rul    | Mexico         | 7:41.97 | FC    |
| 5     | Camila Carvalho, Luciana Granato   | Brasilien      | 7:47.53 | FC    |

## Semifinaler A/B
Kvalifikationsregler:
- 1-3 går videre til finale A (FA)
- 4+ går videre til finale B (FB)

### 1. semifinale A/B
| Plac. | Roere                                 | Land           | Tid     | Noter |
| ----- | ------------------------------------- | -------------- | ------- | ----- |
| 1     | Kirsten van der Kolk, Marit van Eupen | Holland        | 7:03.87 | FA    |
| 2     | Sanna Sten, Minna Nieminen            | Finland        | 7:03.91 | FA    |
| 3     | Berit Carow, Marie-Louise Draeger     | Tyskland       | 7:04.95 | FA    |
| 4     | Katrin Olsen, Juliane Rasmussen       | Danmark        | 7:06.31 | FB    |
| 5     | Hester Goodsell, Helen Casey          | Storbritannien | 7:17.67 | FB    |
| 6     | Yaima Velazquez, Ismaray Marrero      | Cuba           | 7:30.15 | FB    |

### 2. semifinale A/B
| Plac. | Roere                              | Land       | Tid     | Noter |
| ----- | ---------------------------------- | ---------- | ------- | ----- |
| 1     | Melanie Kok, Tracy Cameron         | Canada     | 7:10.70 | FA    |
| 2     | Xu Dongxiang, Chen Haixia          | Kina       | 7:11.59 | FA    |
| 3     | Chrysi Biskitzi, Alexandra Tsiavou | Grækenland | 7:11.99 | FA    |
| 4     | Renee Hykel, Jennifer Goldsack     | USA        | 7:12.15 | FB    |
| 5     | Amber Halliday, Marguerite Houston | Australien | 7:13.80 | FB    |
| 6     | Misaki Kumakura, Akiko Iwamoto     | Japan      | 7:16.13 | FB    |

## Finaler

### Finale C
| Plac. | Roere                                  | Land       | Tid     | Noter |
| ----- | -------------------------------------- | ---------- | ------- | ----- |
| 1     | Gabriela Huerta, Lila Perez Rul        | Mexico     | 7:17.21 |       |
| 2     | Alex White, Kirsten McCann             | Sydafrika  | 7:20.49 |       |
| 3     | Camila Carvalho, Luciana Granato       | Brasilien  | 7:22.40 |       |
| 4     | Natalya Voronova, Alexandra Opachanova | Kasakhstan | 7:32.36 |       |
| 5     | Ko Young-Eun, Ji Yoo-Jin               | Sydkorea   | 7:39.46 |       |

### Finale B
| Plac. | Roere                              | Land           | Tid     | Noter |
| ----- | ---------------------------------- | -------------- | ------- | ----- |
| 1     | Katrin Olsen, Juliane Rasmussen    | Danmark        | 7:06.94 |       |
| 2     | Amber Halliday, Marguerite Houston | Australien     | 7:07.17 |       |
| 3     | Misaki Kumakura, Akiko Iwamoto     | Japan          | 7:08.49 |       |
| 4     | Renee Hykel, Jennifer Goldsack     | USA            | 7:09.02 |       |
| 5     | Hester Goodsell, Helen Casey       | Storbritannien | 7:11.24 |       |
| 6     | Yaima Velazquez, Ismaray Marrero   | Cuba           | 7:20.07 |       |

### Finale A
| Plac. | Roere                                 | Land       | Tid     | Noter |
| ----- | ------------------------------------- | ---------- | ------- | ----- |
|       | Kirsten van der Kolk, Marit van Eupen | Holland    | 6:54.74 |       |
|       | Sanna Sten, Minna Nieminen            | Finland    | 6:56.03 |       |
|       | Melanie Kok, Tracy Cameron            | Canada     | 6:56.68 |       |
| 4     | Berit Carow, Marie-Louise Draeger     | Tyskland   | 6:56.72 |       |
| 5     | Xu Dongxiang, Chen Haixia             | Kina       | 7:01.90 |       |
| 6     | Chrysi Biskitzi, Alexandra Tsiavou    | Grækenland | 7:04.61 |       |